# Robbie Findley
Robbie Findley (Phoenix, 4 agosto 1985) è un ex calciatore statunitense, di ruolo attaccante.

## Carriera

### Club

#### Gli esordi
La prima squadra di Findley furono i Sereno Golden Eagles, con cui vinse per otto volte consecutive il campionato dell'Arizona. I Sereno parteciparono anche alla prestigiosa USYSA National Championship per tre anni consecutivi, riuscendo nel 2003 a concludere al secondo posto. In quella stagione, Findley vinse la "scarpa d'oro" come miglior cannoniere della National Championship. Negli Eagles, insieme a Findley, giocavano altri futuri protagonisti della MLS: Michael Gavin, Brandon McDonald e Rob Valentino.

#### All'università
Con la maglia della Oregon State University, Findley segnò 28 goal, a cui vanno aggiunti 15 assist. Gli almanacchi della squadra indicano che Findley, con le sue prestazioni, permise al team di totalizzare ben 71 punti durante i suoi quattro anni di carriera universitaria. Nel 2003, Findley vinse anche il premio come miglior esordiente. Nella storia della Oregon State, Findley è il terzo cannoniere di sempre e il quarto miglior uomo assist.

#### Nella PDL
Findley giocò per i Boulder Reserve, squadra della USL, dall'estate 2005 a quella del 2006. In squadra con lui c'era Ryan Johnson, un suo vecchio compagno di Università, ora in forza ai Chicago Fire e pilastro della nazionale giamaicana. Con i Boulder, Findley realizzò 16 reti in sole 18 presenze.

#### Nella MLS
Nel draft 2006 / 2007, Findley venne scelto dai Los Angeles Galaxy.
L'8 aprile 2007, esordì in MLS contro la Houston Dynamo, subentrando al 60º minuto al posto di Cobi Jones. Quattro giorni dopo, Findley segnò il suo primo gaol in MLS contro l'FC Dallas.
Il 21 giugno 2007, Findley venne ceduto al Real Salt Lake in cambio dell'attaccante Chris Klein. Due giorni più tardi, al suo esordio con i Salt Lake, Findley segnò una doppietta, garantendo alla squadra la prima vittoria stagionale.

### Nazionale
Findley ha sia la cittadinanza americana che quella di Trinidad e Tobago, dovuta al fatto che i suoi genitori sono originari della nazione caraibica. Findley aveva fatto parte della nazionale trinidadiana Under-23, ma nell'ottobre 2007 ricevette la convocazione dalla nazionale maggiore statunitense per giocare un'amichevole contro la Svizzera. Findley esordì con la nuova nazionale il 17 ottobre di quello stesso anno. Quei pochi minuti giocati contro gli elvetici, in base alle regole FIFA, fanno sì che egli d'ora in avanti potrà giocare solo e unicamente per gli Stati Uniti.

## Statistiche

### Cronologia presenze e reti in nazionale
| Cronologia completa delle presenze e delle reti in nazionale ― Stati Uniti | Cronologia completa delle presenze e delle reti in nazionale ― Stati Uniti | Cronologia completa delle presenze e delle reti in nazionale ― Stati Uniti | Cronologia completa delle presenze e delle reti in nazionale ― Stati Uniti | Cronologia completa delle presenze e delle reti in nazionale ― Stati Uniti | Cronologia completa delle presenze e delle reti in nazionale ― Stati Uniti | Cronologia completa delle presenze e delle reti in nazionale ― Stati Uniti | Cronologia completa delle presenze e delle reti in nazionale ― Stati Uniti |
| Data                                                                       | Città                                                                      | In casa                                                                    | Risultato                                                                  | Ospiti                                                                     | Competizione                                                               | Reti                                                                       | Note                                                                       |
| -------------------------------------------------------------------------- | -------------------------------------------------------------------------- | -------------------------------------------------------------------------- | -------------------------------------------------------------------------- | -------------------------------------------------------------------------- | -------------------------------------------------------------------------- | -------------------------------------------------------------------------- | -------------------------------------------------------------------------- |
| 17-10-2007                                                                 | Basilea                                                                    | Svizzera                                                                   | 0 – 1                                                                      | Stati Uniti                                                                | Amichevole                                                                 | -                                                                          | 90’                                                                        |
| 23-1-2010                                                                  | Los Angeles                                                                | Stati Uniti                                                                | 1 – 3                                                                      | Honduras                                                                   | Amichevole                                                                 | -                                                                          |                                                                            |
| 24-2-2010                                                                  | East Rutherford                                                            | Stati Uniti                                                                | 2 – 1                                                                      | El Salvador                                                                | Amichevole                                                                 | -                                                                          | 68’                                                                        |
| 3-3-2010                                                                   | Amsterdam                                                                  | Paesi Bassi                                                                | 2 – 1                                                                      | Stati Uniti                                                                | Amichevole                                                                 | -                                                                          | 63’                                                                        |
| 29-5-2010                                                                  | Filadelfia                                                                 | Stati Uniti                                                                | 2 – 1                                                                      | Turchia                                                                    | Amichevole                                                                 | -                                                                          | 46’                                                                        |
| 5-6-2010                                                                   | Johannesburg                                                               | Stati Uniti                                                                | 3 – 1                                                                      | Australia                                                                  | Amichevole                                                                 | -                                                                          |                                                                            |
| 12-6-2010                                                                  | Rustenburg                                                                 | Inghilterra                                                                | 1 – 1                                                                      | Stati Uniti                                                                | Mondiali 2010 - 1º turno                                                   | -                                                                          | 74’ 77’                                                                    |
| 18-6-2010                                                                  | Johannesburg                                                               | Stati Uniti                                                                | 2 – 2                                                                      | Slovenia                                                                   | Mondiali 2010 - 1º turno                                                   | -                                                                          | 40’ 46’                                                                    |
| 26-6-2010                                                                  | Rustenburg                                                                 | Stati Uniti                                                                | 1 – 2 dts                                                                  | Ghana                                                                      | Mondiali 2010 - Ottavi di finale                                           | -                                                                          | 46’                                                                        |
| 10-8-2010                                                                  | Boston                                                                     | Stati Uniti                                                                | 0 – 2                                                                      | Brasile                                                                    | Amichevole                                                                 | -                                                                          | 62’                                                                        |
| 17-11-2010                                                                 | Città del Capo                                                             | Sudafrica                                                                  | 0 – 1                                                                      | Stati Uniti                                                                | Amichevole                                                                 | -                                                                          | 46’                                                                        |
| Totale                                                                     |                                                                            | Presenze                                                                   | 11                                                                         |                                                                            | Reti                                                                       | 0                                                                          |                                                                            |

## Palmarès
- Campionato MLS: 1

Rea Salt Lake: 2009